# Ponte d'Eume

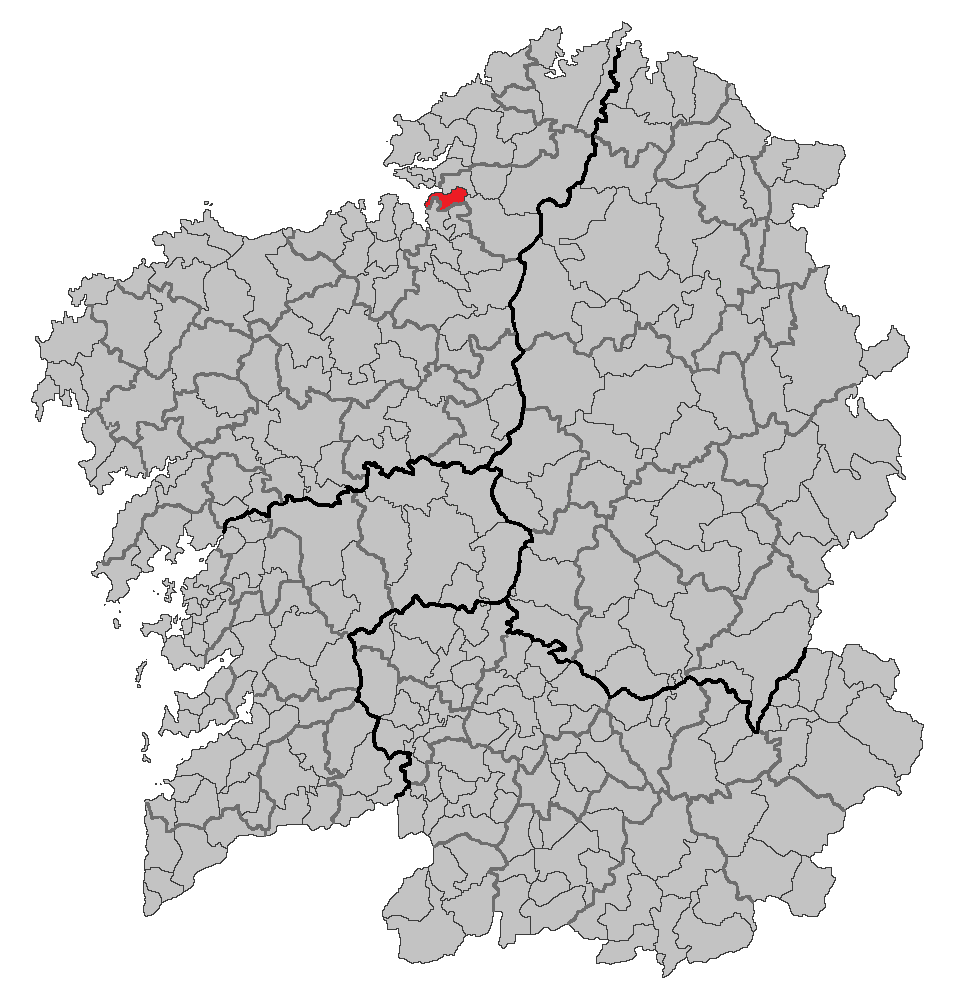
Localização de Pontedeume

Ponte d'Eume (nome oficial Pontedeume; em espanhol e não oficial, Puentedeume) é um município da Galiza na província da Corunha, de área 29,26 km² com população de 8 635 habitantes (2007) e densidade populacional de 297,13 hab/km².

## Demografia
| Variação demográfica do município entre 1991 e 2021 | Variação demográfica do município entre 1991 e 2021 | Variação demográfica do município entre 1991 e 2021 | Variação demográfica do município entre 1991 e 2021 | Variação demográfica do município entre 1991 e 2021 |
| --------------------------------------------------- | --------------------------------------------------- | --------------------------------------------------- | --------------------------------------------------- | --------------------------------------------------- |
| 1991                                                | 1996                                                | 2001                                                | 2004                                                | 2021                                                |
| 8817                                                | 8881                                                | 8696                                                | 8694                                                | 7687                                                |

## Património edificado
- Castelo de Andrade.
- Torreão dos Andrade

### Galeria

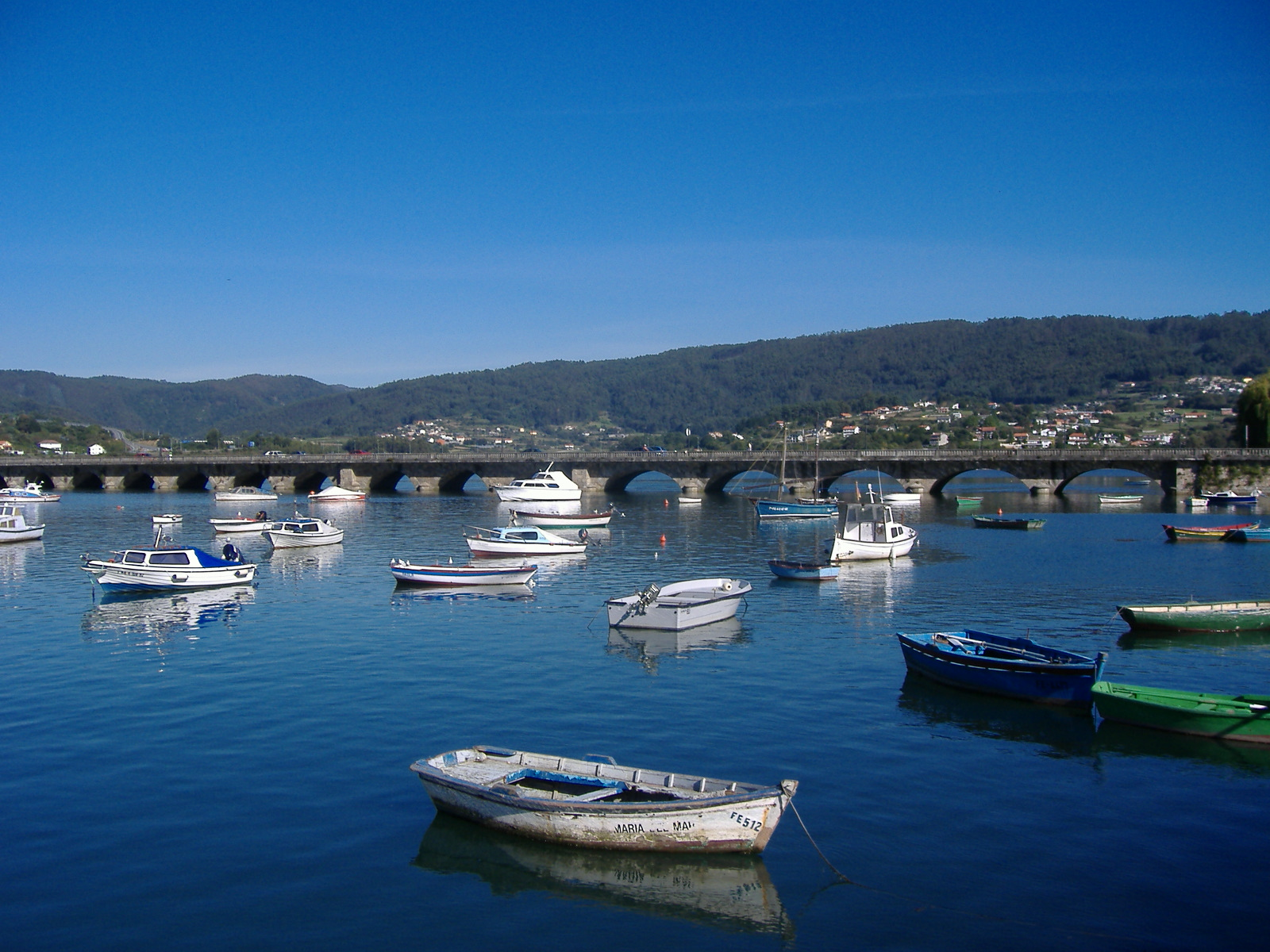
Rio Eume em Pontedeume.
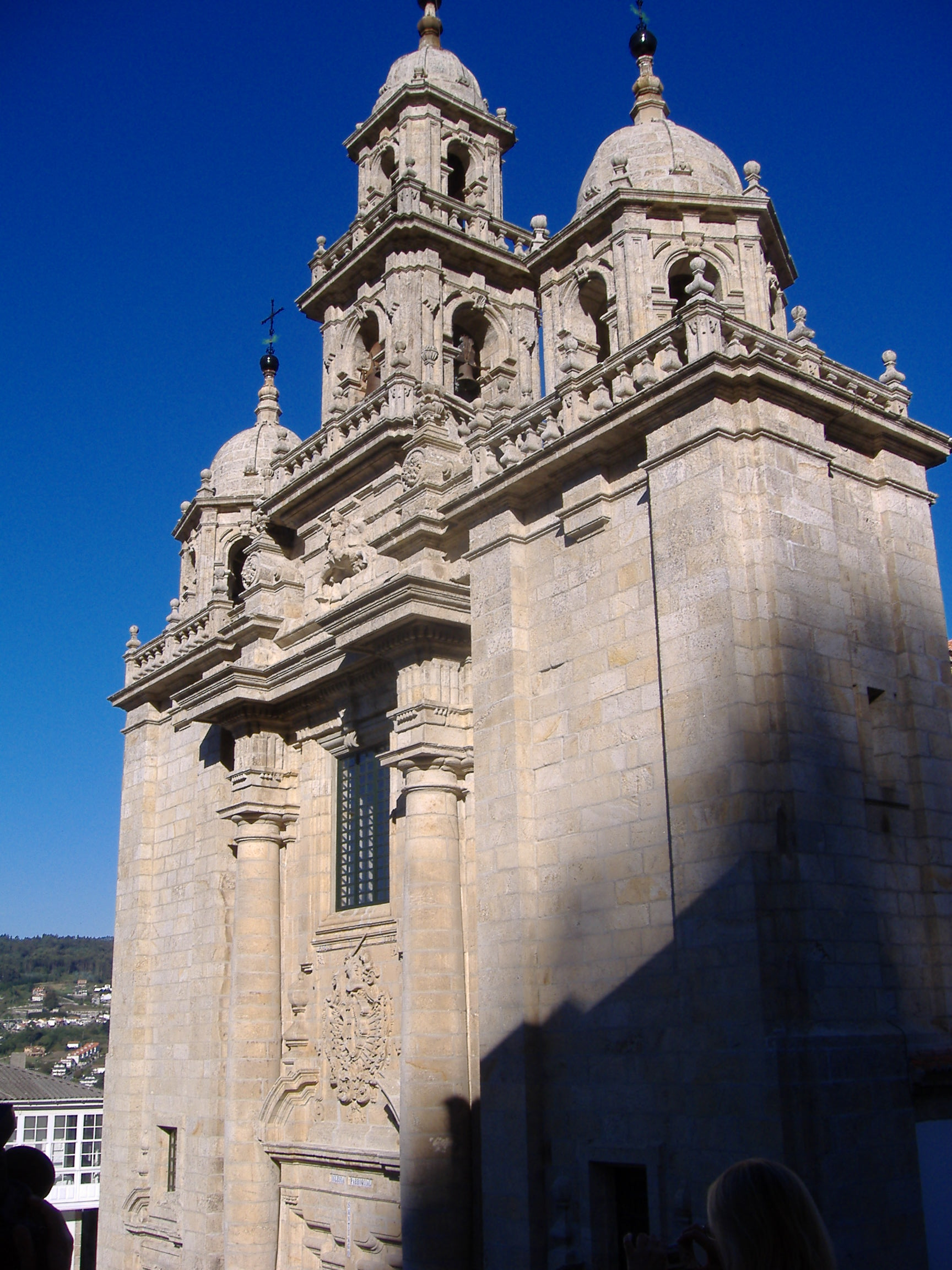
Igreja de Santiago

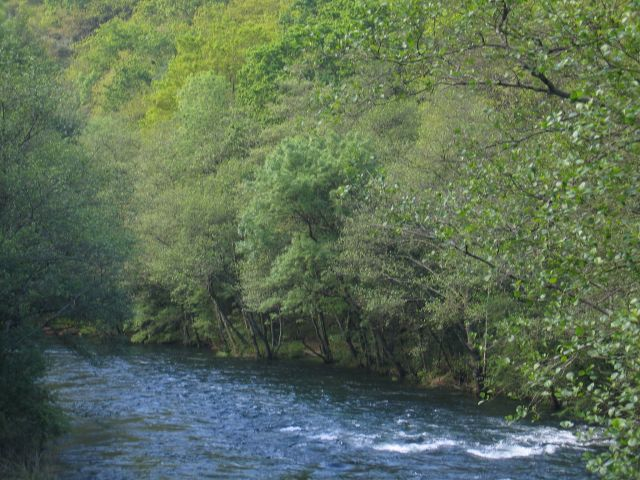
Fragas do rio Eume